# Bembla (délégation)
Pour l’article homonyme, voir Bembla.
Bembla est une délégation tunisienne dépendant du gouvernorat de Monastir.
| Hommes | Classe d’âge | Femmes |
| ------ | ------------ | ------ |
| 363    | 75 ou +      | 543    |
| 1 899  | 60-74 ans    | 1 800  |
| 3 234  | 45-59 ans    | 3 087  |
| 3 771  | 30-44 ans    | 3 874  |
| 4 115  | 15-29 ans    | 4 197  |
| 4 668  | 0-14 ans     | 4 525  |